# 노다 다쓰키
노다 다쓰키(일본어: 野田 樹, 1998년 4월 2일~)는 일본의 축구 선수이다.

## 구단 경력
그는 2017년 J1리그의 비셀 고베에 입단했다. 2월 일본 풋볼 리그의 FC 이마바리로 임대 이적했다. 2018년 8월부터 2019년까지 J3리그의 카탈레 도야마에서 뛰었다. 2021년부터 2022년까지 일본 지역 리그의 본즈 이치하라에서 뛰었다. 2023년 오코시야스 교토 AC로 이적했다.